# جان اف. کندی جونیور
جان فیتزجرالد کندی جونیور (۲۵ نوامبر ۱۹۶۰ – ۱۶ ژوئیه ۱۹۹۹)، که اغلب به عنوان جی‌اف‌کی جونیور یا جان-جان شناخته می‌شد، وکیل آمریکایی، روزنامه‌نگار و ناشر مجله بود. وی تنها بازمانده پسر از رئیس‌جمهور سابق جان اف کندی و بانوی اول ژاکلین کندی و برادر کوچکتر سفیر سابق آمریکا در ژاپن کارولین کندی بود. پدرش درست سه روز قبل از سومین سالگرد تولدش ترور شد.
از همان کودکی کندی همواره موضوع موشکافی رسانه‌های بزرگ و چهره محبوب اجتماعی منهتن بود. او که به عنوان وکیل آموزش دیده بود به مدت چهار سال در سمت دستیار دادستان منطقه در نیویورک کار کرد. در سال ۱۹۹۵ مجله‌ای بنام جرج را به راه انداخت که به سیاست و چهره‌های مشهور می‌پرداخت.
کندی همراه با همسرش کارولین بستی-کندی و خواهر بزرگتر او لورن در سقوط یک هواپیمای کوچک به خلبانی کندی درگذشت. کندی می‌خواست لورن را به مارتاز وین‌یارد برساند و پس از آن در ادامه به عروسی دختر عموی خود را روری کندی در هیانیس پورت برود.
1. ↑  Seelye، Katharine Q. (۱۹۹۹-۰۷-۱۹). «John F. Kennedy Jr. , Heir To a Formidable Dynasty» (به انگلیسی). The New York Times. شاپا 0362-4331. دریافت‌شده در ۲۰۲۳-۰۵-۱۱.